# 석질리필사
석질리필사(石迭里必思, ? ~ 1374년)는 고려 말기 탐라(제주도)에서 일어났던 목호의 난의 지도자이다.
공민왕 11년(1362년) 고독불화(초고독불화)와 함께 탐라의 성주 고복수를 끼고 반란을 일으켜, 원에 예속되기를 청하고 원에서도 이를 수용해 부추 문아단불화를 탐라만호로 삼아 고려인 노비 김장로와 함께 보내고, 고려의 만호 박도손을 살해하였다.
목호의 난 당시 명월포 바닷가에 3천 기병을 거느리고 주둔하면서 최영 등이 지휘하는 고려군의 선발대로 명월포에 상륙했던 11척 배에 탄 고려군을 몰살시켰다. 이어 고려군의 반격에 쫓겨 범섬까지 달아났으나, 고려군의 포위망이 좁혀오자 자신의 세 아들을 데리고 고려군에 항복하였으나(다른 지도자 초고독불화와 관음보는 벼랑에서 떨어져 자결) 최영은 석질리필사의 허리를 베어 죽이고 그의 세 아들도 모두 처형하였다.
그의 수급은 다른 목호 지도자들의 것과 함께 개경(開京)으로 보내졌다.

## 같이 보기
- 목호의 난